# 越後大崎駅
越後大崎駅（えちごおおさきえき）は、かつて新潟県三条市東大崎二丁目に存在した日本国有鉄道弥彦線の駅である。

## 歴史
- 1927年（昭和2年）
  - 7月31日：越後鉄道の駅（一般駅）として開業[1]。
  - 10月1日：国有化され弥彦線の駅となる[1]。
- 1944年（昭和19年）10月16日：休止[1]。
- 1946年（昭和21年）10月1日：再開[1]。
- 1960年（昭和35年）7月1日：貨物の取扱を廃止[1]。
- 1963年（昭和38年）5月1日：業務委託駅となる[2]。
- 1984年（昭和59年）2月1日：荷物の取扱を廃止[1]。
- 1985年（昭和60年）4月1日：東三条 - 越後長沢間廃線により廃止[1]。

## 駅構造
1面1線の単式ホームのみを持つ地上駅で、越後鉄道時代からそのままの木造平屋建ての駅舎があった。

## 利用状況
1981年度の1日平均乗車人員は105人である。

## 現在の駅周辺
駅舎跡は三条市中心部から比較的近く、周辺は古くから住宅地となっている。
廃線後の軌道敷は国道289号のバイパス道路の整備に充てられ、駅舎跡にはのちに三条警察署大崎駐在所が建設された。大浦駅と越後長沢駅には廃線後、駅跡を示す石碑が建立されたが、当駅跡には石碑等は建立されていない。
駅舎跡西側には、国道289号の旧道区間にあたる新潟県道331号三条下田線が通っており、周辺は旧弥彦線に並行する越後交通の路線バス「八木ヶ鼻温泉線」と、三条市が同社に運行業務を委託しているコミュニティバス「ぐるっとさん」南コースの運行経路となっている。

## 隣の駅
日本国有鉄道
弥彦線
東三条駅 - 越後大崎駅 - 大浦駅